# Fotocamera a cassetta

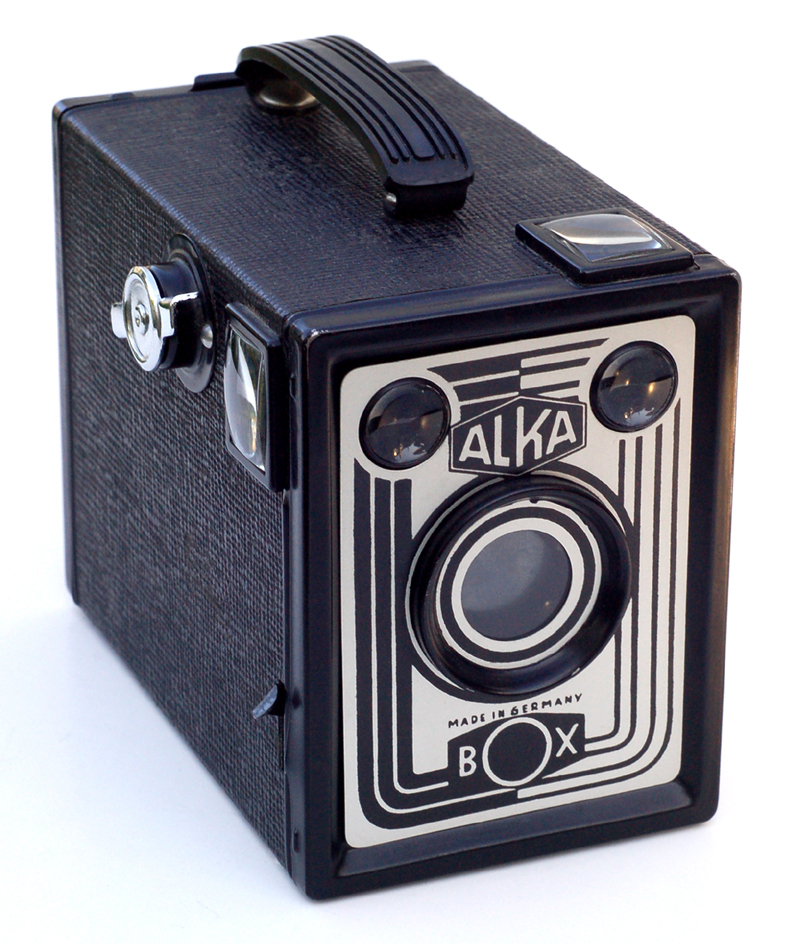
Una classica fotocamera a cassetta

La fotocamera a cassetta, conosciute anche come fotocamere box o tipo box, è un tipo di macchina fotografica meccanicamente semplice; la forma più comune è una scatola di cartone o di plastica con una lente a un'estremità e la pellicola all'altra.

## Caratteristiche
Le lenti sono spesso singoli elementi con lente a menisco a fuoco fisso, le migliori fotocamere a cassetta hanno un obiettivo a doppietto (due sole lenti accoppiate) con la possibilità, talvolta ma non sempre nei modelli più semplici, di effettuare modifiche dei tempi di posa e di apertura del diaframma.
A causa dell'impossibilità di regolare la messa a fuoco, la piccola apertura dell'obiettivo e la scarsa sensibilità dei materiali sensibili disponibili, queste fotocamere funzionano meglio in scene molto luminose, quando il soggetto si trova all'interno della distanza iperfocale dell'obiettivo e con soggetti che si muovono poco durante l'esposizione istantanea.
Nel periodo di massimo splendore di questo tipo di fotocamere, sono state introdotte anche macchine fotografiche dotate di un flash, otturatore e regolazione del diaframma, permettendo così anche la fotografia in interni.

## Storia

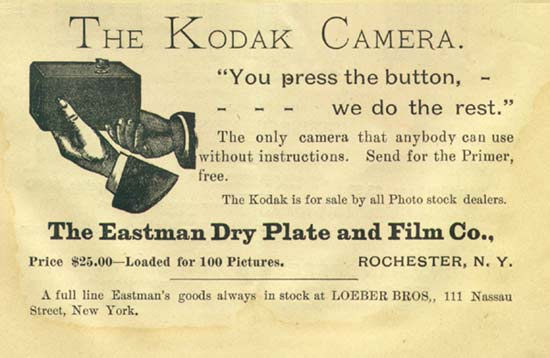
Pubblicità della Kodak mod. 1

La fotocamera a cassetta è stata immessa nel mercato consumer per la prima volta dalla Kodak nel 1888, con il nome di Kodak No. 1; questa fotocamera ha avuto il merito di rendere popolare la fotografia negli USA già agli inizi del secolo scorso.
Infatti, nel 1888 G. George Eastman intuì il potenziale commerciale di una fotocamera a basso costo e di facile gestione nello sviluppo delle foto. Fondò la Kodak, che era un nome di fantasia, l'azienda che poi diventò Eastman Kodak Company. 
L'intuizione commerciale si concretizzò nella costruzione della Kodak mod. 1 a box, la fotocamera priva di regolazioni di sorta era dotata solamente del pulsante di scatto, del mirino per l'inquadratura e del sistema di avanzamento della pellicola, inoltre, aveva dimensioni compatte (6 e 1/2 pollici per 3 e 3/4 pollici).

Con il motto pubblicitario:
(George Eastman)
Fu un successo enorme, che fece diventare la fotografia negli Stati Uniti un fenomeno di massa.
La fotocamera veniva venduta sigillata con una pellicola utile per cento pose. Una volta scattate le 100 pose la fotocamera veniva rispedita alla Kodak che provvedeva a sviluppare e stampare le foto restituendo, in una settimana, la fotocamera ricaricata e sigillata con le stampe ottenute. Il tutto al prezzo di 25 dollari compreso lo sviluppo di 100 foto, le successive ricariche costavano 10 dollari.
Nel 1898 G. Eastman comprò il brevetto dell'azienda SN Turner che consisteva in un foglio di carta nera, con numerazione progressiva dei fotogrammi, che ricopriva la pellicola fotografica rendendola insensibile alla luce del giorno e consentendo il caricamento della fotocamera anche in pieno giorno. La tipologia delle fotocamere a box ebbe un gran successo commerciale, successo che è continuato fino agli anni 60 del secolo scorso.
Da questo iniziale successo ebbe inizio la fortuna commerciale della Kodak che tanto ha influenzato tutta la storia della fotografia e della tecnologia fotografica.